# Septon

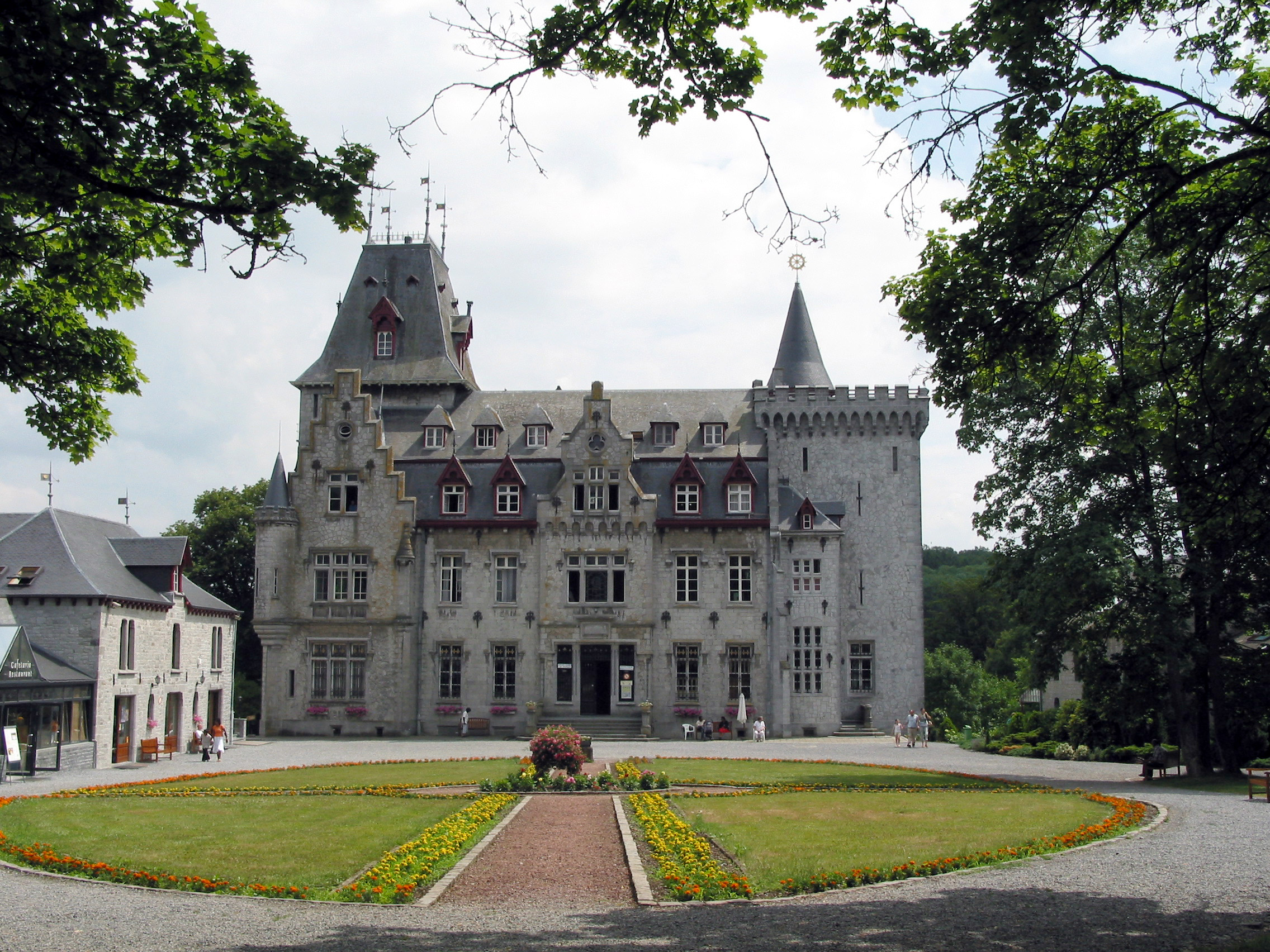
Het kasteel van Petite-Somme, (19e eeuw)

Septon (Waals: Seton) is een plaats in de Belgische provincie Luxemburg en een deelgemeente van de Durbuy. Septon heeft een oppervlakte van 12,26 km². In de deelgemeente liggen ook de dorpen Petite-Somme en Palenge.

## Geschiedenis
Tijdens het ancien régime was het dorp afhankelijk van de ban van Barvaux.
Gedurende de eerste helft van de 16e eeuw had Septon, net als de andere plaatsen in de streek, zwaar te lijden van plunderingen en opeisingen van Hollandse en Kroatische troepen en daalde het bevolkingsaantal dramatisch. In 1632 werden in het dorp nog 18 gezinnen geteld, maar in 1645 was hun aantal tot 10 gedaald.
Hoewel Septon traditioneel een dorp van overwegend kleine landbouwers is, werden er in de 16e eeuw ook ertsgroeven uitgebaat. Tussen 1528 en 1542 was er bovendien een smeltoven actief. Tijdens de 19e eeuw werden de onbebouwde, woeste gronden op grote schaal tot akker- en weiland omgevormd. In de 20e eeuw werden belangrijke delen van deze weinig vruchtbare gronden bebost met overwegend naaldhout.
In 1796 werd Septon een deel van de gemeente Petite-Somme. In 1826 werden zowel Septon als Petite-Somme dan weer aangehecht bij de gemeente Borlon. Op 25 mei 1900 ontstond de nieuwe gemeente Septon, waar vanaf dan ook de dorpen Petite-Somme en Palenge afhankelijk werden. Sinds 1977 maken al deze plaatsen deel uit van de gemeente Durbuy.
Septon heeft nooit over een eigen kerk beschikt en was vanaf 1620 op geestelijk vlak afhankelijk van de Sint-Stephanusparochie van Petite-Somme, die op haar beurt in 1808 een bij Somme-Leuze aangehecht vicariaat werd. In 1943 werd Septon bij de parochie Palenge ondergebracht.

## Demografische ontwikkeling
- Bronnen:NIS, Opm:1831 tot en met 1970=volkstellingen, 1976= inwoneraantal op 31 december
- 1900: Afsplitsing van Borlon

Deelgemeenten: Barvaux · Bende · Bomal · Borlon · Durbuy · Grandhan · Heyd · Izier · Septon · Tohogne · Villers-Sainte-Gertrude · Wéris

Overige plaatsen: Aisne · Bohon · Grande Enneille· Herbet · Hermanne · Houmart · Juzaine · Longueville · Morville · Oneux · Oppagne · Ozo · Palenge · Pas-Bayard · Petite Enneille · Petite-Somme · Petithan · Rome · Verlaine-sur-Ourthe · Warre

Belgische gemeenten · Arrondissement Marche-en-Famenne · Luxemburg · Wallonië